# أبو طالب المشكاني
أبو طالب أحمد بن حُمَيْد المُشْكانِيُّ (ت. 244 هـ)، صاحب أحمد بن حنبل والمتخصص في ذلك، روى عنه مسائل كثيرة.

## سيرته
نسبته إلى مُشْكان قرية نواحي روذبار من أعمال همذان.
صحب أحمد بن حنبل قديما ولازمه حتى مات، وكان أحمد يكرمه ويقدمه. روى أبو طالب المسائل عن أحمد، فأكثر الرواية عنه، وله أفراد تفرد بها، ولكنه لموته المبكر إثر أحمد لم يتلق عنه رواية هذه "المسائل" إلا الكبار من رجال الطبقة الثانية. توفي سنة 244 هـ.

## مؤلفاته
- مسائل الإمام أحمد برواية أبي طالب أحمد بن حميد المُشكاني.[10]